# 제로샷 학습
제로샷 학습(Zero-shot learning, 제로샷 러닝, ZSL)은 테스트 시 학습자가 훈련 중에 관찰되지 않은 클래스의 샘플을 관찰하고 해당 샘플이 속한 클래스를 예측해야 하는 딥 러닝의 문제 설정이다. 제로샷 방법은 일반적으로 객체의 관찰 가능한 구별 속성을 인코딩하는 일종의 보조 정보를 통해 관찰된 클래스와 관찰되지 않은 클래스를 연결함으로써 작동한다. 예를 들어 분류할 동물의 이미지 세트와 동물의 모습에 대한 보조 텍스트 설명이 주어지면 말을 인식하도록 훈련되었지만 얼룩말이 주어지지 않은 인공 지능 모델은 여전히 얼룩말을 인식할 수 있다. 얼룩말이 줄무늬 말처럼 보인다는 것도 알고 있을 때 말이다. 이 문제는 컴퓨터 비전, 자연어 처리, 기계 인식 분야에서 널리 연구되고 있다.

## 같이 보기
- 전이학습